# 4522 Britastra
4522 Britastra este un asteroid din centura principală, descoperit pe 22 ianuarie 1980 de Edward Bowell.